# ميتيبرانولول
ميتيبرانولول (الاسم العلمي: Metipranolol) هو أحد حاصرات المستقبل بيتا الودي غير الانتقائية. يستخدم في علاج الماء الأزرق ويتوفر على شكل قطرة عين. يتأيض بسرعة إلى دسأسيتيل ميتيبرانولول.

## الأسماء التجارية
- OptiPranolol
- Betanol
- Disorat
- Trimepranol